# 서월영
서월영(徐月影, 1902년 4월 8일 ~ 1973년 2월 26일)은 한국의 배우이다. 연극배우로 출발하여 말년에는 영화 배우로 주로 활동했다.
본명은 서영관(徐永琯)이며, 월영(月影)은 예명이다. 서울 출신으로 토월회를 통해 연극배우가 되었다. 현철이 세운 조선배우학교를 제1기생으로 졸업했다. 초기에는 동양극장의 전속극단 청춘좌 소속으로 활동했다.
그러나 신파극의 인기와 함께 동양극장이 지나친 상업주의 경향으로 흘러가자 1937년 심영, 박제행, 남궁선 등과 더불어 청춘좌를 탈퇴한 뒤에는 신파극과 신극 사이의 타협점으로 중간극을 표방한 중앙무대를 창설했다. 1939년 조직된 극단 고협에서도 활동했다. 1927년 《운명》과 《불망곡》으로 영화계에도 데뷔해 《지나가의 비밀》(1928) 등에 출연했다.
일제 강점기 말기에는 《흙에 산다》 (1942), 《젊은 모습(일본어: 若き姿)》 (1943), 《조선해협》 (1943), 《우러르라 창공》(일본어: 仰げ大空) (1943), 《거경전》 (1944) 등 국책 영화에 잇따라 출연하여, 2008년 민족문제연구소가 발표한 친일인명사전 수록예정자 명단 연극/영화 부문에 포함되었다. 친일 영화 단체인 조선영화인협회에도 연기자 대표격으로 참여하여 임원을 맡은 바 있다.
토월회와 청춘좌, 중앙무대, 고협 등에서 꾸준히 함께 했던 심영과는 광복 후 좌익과 우익 계열로 갈라졌다. 심영은 김두한에게 피습을 받고 월북했고, 그는 극단 청탑을 창설하고 반공 영화 《성벽을 뚫고》(1949)에 출연하는 등 남한에 남아 1950년대와 1960년대 많은 영화에 출연하며 활발히 활동했다. 마지막 작품은 1967년 신상옥이 연출한 《다정불심》과 《꿈》이다.